# توم بريت
توم بريت (13 نوفمبر 1989 في المملكة المتحدة - ) (بالإنجليزية: Tom Brett)‏ هو لاعب كريكت بريطاني. لعب مع نادي مقاطعة نورثامبتونشير للكريكت ‏.

## وصلات خارجية
- توم بريت على موقع إي آس بي آن كريك إنفو (الإنجليزية)